# Cunonia koghicola
Cunonia koghicola är en tvåhjärtbladig växtart som beskrevs av H.C.Hopkins, J.Bradford & Pillon. Cunonia koghicola ingår i släktet Cunonia och familjen Cunoniaceae. Inga underarter finns listade i Catalogue of Life.